# Veronica foliosa
Veronica foliosa là một loài thực vật có hoa trong họ Mã đề. Loài này được Waldt. & Kit. miêu tả khoa học đầu tiên.